# Калашник, Мария Павловна
Мария Павловна Калашник (род. 22 июля 1966 года, Харьков, УССР, СССР) — украинский искусствовед, профессор (2008), доктор искусствоведения (2011), заслуженный деятель искусств Украины (2007), музыкальный критик и педагог, с 2003 года входит в состав Национального Союза Композиторов Украины.

## Биография
Дочь украинского композитора и педагога Павла Калашника. В 1989 году окончила Харьковский институт искусств, класс теории музыки Неонилы Бабий-Очеретовской, фортепиано — Нины Ивановны Руденко. С тех пор долгие годы работала в Харьковском институте искусств.
В 1991 году защитила кандидатскую диссертацию «Интерпретация жанров сюиты и партиты в творческой практике XX века (на примере фортепианных циклов украинских композиторов)».
С 2001 года — профессор кафедры теории музыки, с 2004 — гармонии и полифонии. С 2006 года (с перерывом) — профессор кафедры музыкально-инструментальной подготовки Харьковского педагогического университета .
В 2007—2011 годах — профессор кафедры истории и теории музыки Днепропетровской консерватории. В то же время с 2002 года преподаёт в Харьковской специальной музыкальной школе.
С 2005 года — арт-директор международного детского фортепианного конкурса «Steinway Junior» (Харьков).

## Научная деятельность
Занимается исследованиями украинской и западноевропейской партиты и сюиты, творчества харьковских композиторов и музыковедов. Среди учеников — Д. Вечер.

### Научные труды
Среди работ:
- «Сюита и партита в фортепианном искусстве украинских композиторов XX века», 1994
- «Михаил Дмитриевич Тиц» , 1995, в соавторстве с Н. Л. Очеретовской и П. П. Калашником
- «Галина Александровна Тюменева» , 1998, в соавторстве с П. П. Калашником
- «Уроки элементарной теории музыки: Учебное пособие», 2004, 2007
- «Музыкальные прописи: Учебное пособие», 2008
- «Ходит сон у окон: Хрестоматия», 2008
- «Музыкальный тезаурус композитора: аспекты изучения», 2010.

## Общественная деятельность
- Член жюри XI Международного музыкального конкурса «Fortissimo», Харьков, 2014.
- Член жюри IV Международного фестиваля-конкурса инструментального искусства «Волшебный камертон», Харьков, 2016 г.
- Член жюри V Международного музыкального фестиваля-конкурс Харьков, 2018 г.
- Член жюри VІ Международного фестиваля-конкурса он-лайн инструментального искусства «Волшебный камертон», Харьков, 2021 г.
- Член жюри VІІ Международного фестиваля-конкурса он-лайн инструментального искусства «Волшебный камертон», Харьков, 2022 г. жюри для подтверждения почетного звания «Народный любительский коллектив профсоюзов Украины» камерному оркестру «Крещендо» и ансамблю скрипачей «Экспромт», Харьков, 2017, 2018, 2019 г.г.
- Председатель жюри для подтверждения почетного звания «Народный любительский коллектив профсоюзов Украины» духовому оркестру Национального аэрокосмического университета им. М. Е. Жуковского «Харьковский авиационный институт», Харьков, 2018.
- Член редакционной коллегии международного журнала Scientific Journal «ScienceRise» (Харьков, 2017, 2018, 2019).
- Член редакционной коллегии профессионального сборника научных статей категории «В» «Музыковедческое мнение Днепропетровщины» (Днепр, 2020, 2021, 2022 г.г.)
- Член редакционной коллегии профессионального сборника научных статей «Professional Art Education», (Харьков, 20)
- Член редакционной коллегии научного издания, включенного в перечень профессиональных изданий Украины (В) «Украинское музыковедение» (Киев, 2021, 2022 г.г.)